# Acaulopage lasiospora
Acaulopage lasiospora är en svampart som beskrevs av Drechsler 1942. Acaulopage lasiospora ingår i släktet Acaulopage och familjen Zoopagaceae.   Inga underarter finns listade i Catalogue of Life.